# Freddie Mills
Freddie Mills, właśc. Frederick Percival Mills (ur. 26 czerwca 1919 w Bournemouth, zm. 25 lipca 1965 w Londynie) – angielski bokser, zawodowy mistrz świata kategorii półciężkiej.

## Kariera bokserska
Rozpoczął karierę boksera zawodowego w 1936. 20 czerwca 1942 zdobył tytuł mistrza Imperium Brytyjskiego i mistrza Wielskiej Brytanii w wadze półciężkiej po pokonaniu Lena Harveya przez nokaut w 2. rundzie. 15 września 1944 spróbował zdobyć te tytuły w wadze ciężkiej, ale przegrał na punkty z Jackiem Londonem.
14 maja 1946 w Londynie Mills zmierzył się w pojedynku o pas mistrza świata w wadze półciężkiej z ówczesnym mistrzem Gusem Lesnevichem. Po bardzo zaciętej walce Lesnevich zwyciężył przez techniczny nokaut w 10. rundzie. 4 czerwca tego roku Mills został pokonany na punkty przez Bruce’a Woodcocka.
Mills zdobył wakujący tytuł zawodowego mistrza Europy (EBU) w kategorii półciężkiej 8 września 1947 w Londynie po znokautowaniu w 4. rundzie Pola Goffaux.
Ponownie zmierzył się z Gusem Lesnevichem w walce o tytuł mistrza świata 26 lipca 1948 na White City Stadium w Londynie. Tym razem zwyciężył na punkty i został nowym mistrzem. 2 czerwca 1949 spróbował odebrać Bruce’owi Woodcockowi tytuły mistrza Europy, Imperium Brytyjskiego i Wielkiej Brytanii w wadze ciężkiej, ale został znokautowany w 14 rundzie.
24 stycznia 1950 w Londynie utracił tytuł mistrza świata wagi półciężkiej, gdy Joey Maxim znokautował go w 10. rundzie. Była to jego ostatnia walka bokserska.

## Późniejsze życie
Po zakończeniu kariery boksera zawodowego Mills otworzył restaurację w Soho, zmienioną później w klub nocny. Występował również w filmach grając role epizodyczne, m. in w filmie Posterunkowy, do dzieła z cyklu Cała naprzód. Zmarł tragicznie 25 lipca 1965 w Londynie. Został znaleziony z kulą w głowie w swoim samochodzie zaparkowanym niedaleko swego klubu. Policja stwierdziła samobójstwo, choć okoliczności śmierci nie zostały nigdy ostatecznie wyjaśnione. Podejrzewano, że był ofiarą porachunków gangsterskich Pojawiła się również hipoteza, że Mills był seryjnym mordercą określanym jako Jack the Stripper, który w latach 1959-1965 zabił 8 kobiet.
Jest pochowany w Londynie.